# Hina Kino
Hina Kino (jap. 木野 日菜 Kino Hina) (ur. 12 lutego 1997 w prefekturze Saitama) – japońska seiyū, pracująca dla agencji Amuleto.

## Biografia
Kino urodziła się 12 lutego 1997 w prefekturze Saitama. Od najmłodszych lat interesowała się anime i mangą, szczególnie lubiąc serie One Piece i Danshi kōkōsei no nichijō. W okresie gimnazjalnym dowiedziała się o karierze aktorstwa głosowego po obejrzeniu talk show wyprodukowanego przez magazyn o grach Famitsū; na jej zainteresowanie tym tematem wpłynęło dodatkowo obejrzenie filmu One Piece: Episode of Chopper Plus – Fuyu ni saku, kiseki no Sakura. Z tych powodów zdecydowała się na karierę seiyū po rozpoczęciu nauki w liceum.
Kino zapisała się do aktorskiej w trzeciej klasie szkoły średniej. Po ukończeniu szkolenia, zadebiutowała jako seiyū w grze wideo Thousand Memories z 2014. Według niej, ponieważ była to jej pierwsza rola i denerwowała się tym, jak wypadnie, postanowiła „rygorystycznie ćwiczyć”. Jej pierwsze anime nastąpiło w tym samym roku, kiedy zagrała rolę kelnerki w jedynym z odcinków serialu anime Daitoshokan no hitsujikai. W 2016 roku zagrała swoją pierwszą główną rolę jako Silvia Silkcut w serii Masō gakuen H × H. W 2017 roku zagrała rolę Collon w anime SukaSuka. Rok później wcieliła się w role Sayaki Itomi w Katana Maidens: Toji No miko oraz Hanako Hondy w Asobi asobase; wraz ze współpracownicami z Asobi asobase wykonała motyw otwierający, zatytułowany „Three Piece” (jap. スリピス Suripisu), oraz kończący – „Inkya Impulse” (jap. インキャインパルス Inkya Inparusu).

## Filmografia

### Seriale anime
2014
- Daitoshokan no hitsujikai – kelnerka[1]

2015
- Shomin Sample – dama, pokojówka[1]
- Fushigi na Somera-chan – chomik, kałan morski, Artificial Human Number 1260[1]

2016
- Erased – Miasto, z którego zniknąłem – Misato[1]
- Aikatsu Stars! – Ayumi Naruse[1]
- Love Live! Sunshine!! – uczennica[1]
- Qualidea Code – uczennica[1]
- Masō gakuen H × H – Sylvia Silkcut[4]
- Scared Rider Xechs – kobieta A[1]

2017
- Gabriel DropOut – Alexander, kot, dziecko, tłum, dziewczyna, pudel, Ueno[1]
- Shūmatsu nani shitemasu ka? Isogashii desu ka? Sukutte moratte ii desu ka? – Collon[3]
- Senki Zesshō Symphogear AXZ – Tiki[1]
- Princess Principal – Julie[1]

2018
- Katana Maidens: Toji No miko – Sayaka Itomi[5]
- Slow Start – Banbi Fujii[8]
- Steins;Gate 0 – Kaede Kurushima[9]
- Asobi asobase – Hanako Honda[6]
- Overlord III – Kuuderika

2019
- Mini Toji – Sayaka Itomi[5]
- Sword Art Online: Alicization – Linel
- Watashi ni tenshi ga maiorita! – Yuu Matsumoto
- Miłość to wojna – Mikiti
- Star Twinkle Pretty Cure – Fuwa[10]
- Kanata no Astra – Funicia Raffaëlli[11]
- Kono yo no hate de koi wo utau shōjo YU-NO – Ai
- Isekai Cheat Magician – Miro, Mero[12]
- Africa no Salaryman – Sasshō Hamster[13]

2020
- Murenase! Seton gakuen – Ranka Ōkami[14]
- Kuma Kuma Kuma Bear – Flora[15]

2021
- Tenchi souzou design-bu – Kenta[16]
- Tsuki to Laika to Nosferatu – Anya Simonyan[17]

2022
- RPG fudōsan – Fa[18]
- Shine Post – Hinatsu Hinomoto[19]
- Hataraku maō-sama!! – Alas Ramus[20]
- PuniRunes – Kūrune[21]
- Shinmai renkinjutsushi no tenpo keiei – Rorea[22]

2023
- Buddy Daddies – Miri Unasaka[23]
- Ayakashi Triangle – Lucy Tsukioka[24]
- Tondemo Skill de isekai hōrō meshi – Sui[25]
- Eiyū kyōshitsu – Cú Chulainn[26]

### Gry wideo
2018
- Magia Record – Ikumi Makino[1]

2020
- Project Sekai: Colorful Stage feat. Hatsune Miku – Emu Otori[1]
- Crash Fever – Benedict

2021
- Cookie Run: Kingdom – Moon Rabbit Cookie
- Miitopia – kobiecy głos Mii
- Loopers – Holly[27]
- Deep Insanity: Asylum – Penthesilea[28]

2022
- Honkai Impact 3rd – Griseo
- Anonymous;Code – Nonoka Hosho[29]
- World II World – Kirara[30]

2023
- Fire Emblem Engage – Hortensia[31]
- Fuga: Melodies of Steel 2 – Mei Marzipan[32]
- Crymachina – Lilly[33]
- Azur Lane – HMS Royal Oak

### Dubbing
- Ulica Dalmatyńczyków 101 – Dallas, Deja Vu, Destiny, Snowball[34]
- Dziki Zachód Calamity Jane – Elijah[35]

### Live action
- Anime Supremacy! – Mayu (głos)[36]